# DOK-ING Loox
Der DOK-ING Loox (ursprüngliche Bezeichnung: „DOK-ING XD“) ist ein Elektroauto des kroatischen Herstellers DOK-ING Automotiv d.o.o. Der Designer des XD ist Igor Jurić. Der DOK-ING XD musste vom Hersteller umbenannt werden, nachdem sich der japanische Automobilhersteller Mazda die Rechte an der Bezeichnung „XD“ gesichert hatte.
Der 2010 gegründete Hersteller DOK-ING Automotiv d.o.o., Tochterunternehmen von DOK-ING d.o.o., stellte erstmals auf der IAA 2011 die beiden Modelle XD2 und XD4 mit zwei bzw. vier Elektromotoren vor. Jeder Elektromotor leistet 45 kW. Die Karosserie besteht aus Kevlar, CFK auf Aluminiumrahmen. Der E-Motor des XD2 soll das Auto in 7,5 Sekunden von Null auf 100 km/h beschleunigen. Die Reichweite mit einer Ladung der Lithium-Eisenphosphat-Batterie soll etwa 250 Kilometer betragen.
Das Fahrzeug ist 2,85 m lang, 1,822 m breit und 1,8 m hoch. Das Gewicht ist mit 1200 kg für den XD2 und 1300 kg für den XD4 angegeben.
Eine winzige Vorserie des Modells ist 2013 produziert worden. Das Modell ist eingestellt und wird nicht mehr vertrieben.